# Ospedale universitario Karolinska
L'Ospedale universitario Karolinska (in svedese Karolinska Universitetssjukhuset) è un ospedale affiliato all'Istituto Karolinska nella contea di Stoccolma, in Svezia. È stato inaugurato il 1º gennaio 2004 dopo la fusione tra l'Ospedale universitario di Huddinge (entrato in funzione nel 1972) e l'Ospedale Karolinska di Solna (risalente al 1940), mantenendo l'articolazione in due differenti sedi che sorgono rispettivamente nelle stesse due città.

## Descrizione
Un nuovo complesso fu costruito a Solna dal 2010 fino al 2016 quando è stato inaugurato. In un periodo dall'inaugurazione al 2018 la maggior parte delle unità e i reparti del vecchio ospedale sono stati trasferiti gradualmente nel nuovo complesso. Questo nuovo complesso prende il nome di Nuovo Karolinska (Nya Karolinska) e il vecchio ospedale viene chiamato Vecchio Karolinska (Gamla Karolinska).
In passato la terapia non chirurgica del cancro avveniva nella casa del radio (Radiumhemmet) ma dopo la costruzione del Nuovo Karolinska l'attività è stata per lo più trasferita in uno dei nuovi edifici.
L'ospedale pediatrico Astrid Lindgren (appartenente al Karolinska) ha spostato la maggior parte delle sue attività nei nuovi edifici. Il vecchio Karolinska è ancora in uso nella la maggior parte per il day hospital e visite ambulatoriali.